# 汶萊帝國
汶萊帝國，又稱汶萊蘇丹國（爪夷文：امبراطورية بروني），是一個曾經在婆羅洲北岸存在的馬來人蘇丹國。

## 建国
王國始建於7世紀初，在中國紀錄中稱渤泥，是由当地信仰万物有灵或印度教的土著国王統治著的一個小航海貿易國。在15世紀皈依伊斯蘭教，這王國在馬六甲蘇丹王朝成為葡萄牙殖民地後，在17世紀勢力伸展至在整個婆羅洲沿海地區和菲律賓。
渤泥和中國最早的外交關係都記錄在978年的《太平寰宇记》。1225年，南宋福建泉州市舶司提举趙汝适在《诸蕃志》记载，渤泥有軍艦百艘以保護其貿易，並在王國有大量財富。在14世紀，渤泥似乎受到爪哇的控制，根據1365年的满者伯夷手稿《爪哇史颂》（Nagarakretagama）提到渤泥是它的屬國，每年要進貢40斤樟腦。在1369年蘇祿蘇丹國襲擊渤泥，搶掠它的寶藏和黃金。從滿者伯夷來一支艦隊成功地驅逐蘇祿入侵，但渤泥被攻擊後變得衰弱。1371年一份中國報告中描述渤泥貧困和完全被滿者伯夷控制。

## 擴張
滿者伯夷在皇帝哈雅姆·雅魯克死後的1389年起，國力逐漸衰退，對於海外屬地失去控制。文萊國王則開始擴大自己的影響力。明朝永樂皇帝在1403年登基後，立即派出特使到各個國家，邀請他們覲見，文萊隨即介入到利潤豐厚的明朝朝貢體系。
到了15世紀，帝國成了一個穆斯林國家，文萊國王皈依伊斯蘭教。伊斯蘭教是由在東南亞經商的印度穆斯林和阿拉伯商人引進，汶萊帝國後來控制了婆羅洲北部大部分地區，成為了東方和西方世界貿易體系的重要樞紐。但文萊國王似乎與在馬六甲海峽生活的羅越人和巴瑶族聯盟組成海軍艦隊，影響力只局限在沿海城鎮、港口和內河，未再深入島嶼的內陸。
在第五代蘇丹博爾基亞統治時代，汶萊帝國控制了婆羅洲西北部並擴及蘇祿群島、棉蘭老島的部分地區至馬尼拉。在16世紀，文萊帝國的影響力也延伸至婆羅洲西部的卡普阿斯河三角洲，在西加里曼丹的三弼蘇丹國和在菲律賓南部蘇祿蘇丹國也建立了關係。

## 衰落
到17世紀末，汶萊帝國因王室內訌、歐洲列強殖民擴張，和海盜侵害而衰弱。由於西方列強的到來，如西班牙在菲律賓，荷蘭在婆羅洲南部，英國人得到納閩、砂拉越和北婆羅洲，帝國失去了它首都以外的領土。1888年，蘇丹阿赫馬丁上訴英國，要求停止持續進犯他的領土，於是在同年，英國與文萊簽訂了“保護條約”，使文萊成為英國的保護國直至1984年獨立為止。

### 书目
- Jamil Al-Sufri, Tarsilah Brunei: The Early History of Brunei up to 1432 AD (Bandar Seri Begawan: Brunei History Centre, 2000)

## 相關
- 汶萊歷史
- 英属婆罗洲
- 北婆罗洲联邦
- 东马来西亚
- 蘇丹國

## 延伸阅读
[在维基数据编辑]
 《欽定古今圖書集成·方輿彙編·邊裔典·浡泥部》，出自陈梦雷《古今圖書集成》
 《明史卷三百二十五》，出自《明史》